# Gustav Lazarus
Gustav Lazarus (Keulen, 19 juli 1861 – Berlijn, 24 mei 1920) was een Duits pianist en componist.
Hij kreeg zijn opleiding aan het Rheinische Musikschule van Franz Wüllner (piano), Gustav Jensen (contrapunt) en Isidor Seiß (compositie). Gustav Lazarus begeleidde Emma Nevada tijdens een tournee door Scandinavië met optredens in Kopenhagen, Kristiania en Stockholm. Op latere leeftijd gaf hij zelf les in Berlijn aan het Klindworth-Scharwenka-conservatorium.
Van zijn hand verschenen talloze liederen, duetten en koorwerken, alsmede werken voor tweehandig en vierhandig piano en kamermuziek. Hij verzorgde ook nieuwe uitgaven van werken van Franz Schubert. In 1896 won Lazarus een uitgeversprijs (Musik-Verleger Scheithauer). Alle composities van Lazarus zijn in de vergetelheid geraakt. Hieronder een aantal:
- opus 6: Zes liederen
- opus 19: Sonatine voor piano:
  - 19.1 Etude voor de linkerhand
- opus 21: Grazioso-gavotte
- opus 24: Lyrische stukken voor piano
- opus 32: Twee idyllen
- opus 35: Melodische etudes voor piano
- opus 36: Mandanika (opera uit 1899 naar een libretto van Julius Freund; première 21 februari 1899 in Elberfeld, meerdere uitvoeringen volgden, in 1910 nog te zien in Berlijn)
- opus 37: Die gefangenen Frauen
- opus 38: Ballade voor trompet
- opus 39: Drie stukken voor piano (1899)
- opus 40: Drie driestemmige liederen voor vrouwenstemmen en piano
- opus 49: Drie vierstemmige liederen voor mannen
- opus 53: Suite voor piano
- opus 54: Bosromantiek: zeven fantasiestukken voor piano
- opus 55: Pianotrio in e mineur (1901)
- opus 56: Sonate voor cello en piano
- opus 57: Acht kinderliederen (tekst Julius Storm), voor zangstem en piano
- opus 58: twee liederen voor alt of bariton met piano
- opus 59: Abendmusik (CHant nocturne)
- opus 60: Nachtliche Rheinfahrt, tekst van Aloys Prasch voor mannenkoor en tenorsolo met orkest of piano
- opus 62: De dag van het kind, zeven kleine vertellingen voor piano
- opus 63: Drie fantasiestukken door vierhandig piano
- opus 64: Aan het strand, lied voor sopraan of alt met koor en orkest
- opus 72: Elegie voor cello en piano
- opus 78: Russisches Wiegenlied
- opus 80: Zes liederen
- opus 81: Liederen
- opus 84: Vreemde Länder, liederen en dansen, lichte fantasiewerken voor piano
- opus 85: Twee liederen (1903)
- opus 86: Vier liederen voor kinderharten (zangstem en piano)
- opus 87: Kleine suite; vijf melodische en instructieve stukken
- opus 94: Drie liederen (Volkston)
- opus 95: Von Don und Wolga voor meerdere zangstemmen
- opus 99: Acht kleine voordracht- en oefenstukken
- opus 100; Von Don und Wolga, duetten voor sopraan en bas met piano
- opus 101: Vier pianostukken
- opus 103: Valse lente voor viool en piano
- opus 119: Kleine suite (Hudebnina, 1909)
- opus 120: Vijf miniaturen voor piano
- opus 129: Vijftien melodische studies voor de tweede en derde graad voor piano (studiemateriaal)
- opus 130: Zes kinderliederen op tekst van Ernst Ferd. Neumann
- opus 137: Negen lyrische stukken voor piano
- opus 138: Vijf lichte melodische voordrachtstukken, voor piano-onderwijs
- opus 139: Vijftien melodische studies voor piano
- opus 140: Im Sommer, zes fantasiestukken
- opus 142: Piano solos (1913)
- opus 143: Drie Braziliaanse volksliedjes voor piano
- opus 147: Liederen op tekst van E. Geibel
- opus 151: Acht lichte fantasiestukken voor piano
- opus 152: Mai-Blumen; acht instructieve en melodische pianostukken
- opus 153: Fleurs de champs; vijf eenvoudige melodieën voor piano
- opus 154: Vierentwintig moderne en melodische etudes voor piano voor de ontwikkeling van techniek
- opus 155: Drie fantasiestukken voor vierhandig piano
- opus 156: Vier concertstukken voor piano (1912)
- opus 159: Bauern Hochzeit voor piano
- opus 160: Suite in vijf delen voor dwarsfluit en piano
- opus 163: Kleine octaafschool
- opus 168: Jugendfreuden: vijf zeer lichte voordrachtstukken voor piano
- opus 170: Piano solos (1915)
- opus 172: Vijf vaderlanse liederen
- Vijf vaderlandse liederen voor een zangstem met piano
- Zes kinderliederen
- Reigen
- Suite mignon voor piano
- Das Nest der Zaunkönige (Drama, 1900-1908, première waarschijnlijk 1913; Deutsche Oper Berlin)